# Nausithoe eumedusoides
Nausithoe eumedusoides is een schijfkwal uit de familie Nausithoidae. De kwal komt uit het geslacht Nausithoe. Nausithoe eumedusoides werd in 1974 voor het eerst wetenschappelijk beschreven door Werner. 